# 尾張屋橋
尾張屋橋（おわりやばし）は、神奈川県横浜市西区に架かる、国道16号の橋である。帷子川と、川の右岸（南側）に沿うJR東海道本線・横須賀線・相鉄本線の線路を渡る。

## 歴史
本橋東側一体は、宝暦年間に尾張屋九平治が新田開発を行った土地であり、1928年（昭和3年）までは尾張屋町と呼ばれていた（現在の西平沼町および平沼二丁目の各一部）。本橋の名称もここから採られており、現在では尾張屋の名を残す数少ない存在である。一時期は、浜松町と洪福寺をむすぶ横浜市電尾張屋橋線が走っていた。

## 周辺
右岸は西区西平沼町、左岸は同南浅間町となり、本橋下流では、帷子川から右手に石崎川が分かれる。現在の橋は1981年に架け替えられ、上下各2車線の車道と両側に歩道を持つ。右岸側の浜松町交差点は国道16号・藤棚浦舟通りと国道1号が交差する、交通の要衝である。国道1号と東海道本線の間のわずかな幅で高さを確保するため、浜松町交差点からの取り付け道路は急なS字カーブとなっている。橋の下に相鉄本線西横浜駅のプラットホームがあるが改札口は本橋とは反対側にあり、帷子川を渡る最寄りの橋は上流側の「水道橋」となる。
南浅間町側の外回り沿いには、新天地桜会稲荷神社がある。

## 隣接する橋
- 帷子川

（上流側） - 水道橋 - 尾張屋橋 - 石崎川分派部 - 沼野橋 - （下流側）